# 臺大醫院失誤移植愛滋病患器官案
2011年8月24日，國立臺灣大學醫學院附設醫院器官移植團隊，因為血液檢查報告中愛滋病毒檢驗項目在记录過程中之疏失，未發現捐贈者曾罹患愛滋病，導致五名接受移植的病患暴露於感染的風險。
這是台灣首宗移植愛滋病患器官的案例，引起全國震驚，成為新聞事件。醫療團隊施與預防性投藥後，經後續追蹤，相關病患至目前並未發現感染愛滋病，但免疫系統與愛滋病毒活動狀態的關係仍無法研判。
監察院在調查後，對當時醫療團隊的主要領導人、時任國立臺灣大學醫學院附設醫院醫師柯文哲提起彈劾。但由於彈劾案文是在柯文哲赴外國出席會議、無法返臺回應之際臨時公布，因此引起另一波爭議。

## 背景
在台大醫學院李俊仁教授於1968年率領團隊完成亞洲第一例活體腎臟移植手術、1969年完成第一例屍體腎臟移植手術之後，器官移植手術開始進入台灣醫學界。但是相關的器官捐贈制度在當時並沒有被完整建立，各個醫院自行尋找捐贈者，各自進行移植手術。
2001年，淡江大學英文系教授陳希聖，罹患猛爆性B型肝炎，肝臟壞死，其學生透過網路，希望醫院立即為他進行器官移植，以拯救他的性命，引起媒體的注意。當時法律只允許三等親內的親屬進行器官捐贈，衛生署長李明亮在立法院內公開聲明，願意放寬到五等親內進行移植。最後因為無法找到適合的肝臟，陳希聖過世。衛生署長李明亮在此事後，開始著手建立制度化的器官移植捐贈程序。
2002年，財團法人器官捐贈移植登錄中心成立，负责統籌全台灣的器官捐贈與移植手術，但因缺少登錄系統，實際業務無法展開。台大醫院外科急救室主任柯文哲接受衛生署醫政處委託，以專案方式進行器官捐贈登錄制度的建立。2005年，器官捐贈移植登錄分配系統上路，其中的器官檢驗程序、表格設計、器官配對規則、電腦系統軟硬體，以及器官勸募組織的制度，主要都由柯文哲負責進行設計及協調。台灣的器官捐贈及移植制度在此後建立。
2011年，這套系統發生了上線以來最大的醫療過失。台大醫院器官移植小組，因為檢驗報告在口述過程中的錯誤，导致使用曾罹患愛滋病的捐贈者器官進行器官移植。该醫療過失引起新聞媒體高度关注，也暴露了台灣器官捐贈系統中的弱點。

## 事件經過
2011年8月23日，新竹市發生墜樓事件，墜樓男子經送南門醫院進行搶救。其家屬同意在急救無效後捐贈器官。因南門醫院為台大醫院器官勸募網路的合作醫院之一，台大醫院器官捐贈小組至南門醫院請家屬簽定相關文件，同時進行血液檢驗等器官捐贈前置作業。台大醫院緊急檢驗室進行血液檢查的同時，台大醫院協調師因為前往新竹處理器官捐贈作業，不在醫院內，無法直接對醫院資訊系統進行查詢，於是以電話進行聯絡，請醫檢師以口頭方式逐項告知檢驗結果，之後以手寫方式記錄在檢驗報告單上。因電話中醫檢師告知HIV篩檢結果數值及結果分別為56.7及reactive（有反應），而協調師無法判讀此結果，致使協調師在報告中寫下上述數值後，將捐贈者的 HIV 檢查結果註記為negative（陰性），也就是無抗體反應（non-reactive），並將此項錯誤記錄，鍵入登錄中心的登錄系統中。
8月24日，台大醫院協調師依照往例將手寫的檢驗結果輸入到財團法人器官捐贈移植登錄中心的器官捐贈移植登錄系統上，在輸入資料前，未經過器官移植小組負責醫師即時檢視核對資料。同日晚上，台大醫院與成大醫院移植小組，到達新竹南門醫院進行器官摘取，取出心臟、肺臟、肝臟及兩顆腎臟；隨後分別回到台大醫院及成大醫院進行器官移植手術，在8月25日清晨，各個病人的器官移植手術陸續完成。
8月26日，檢驗資料登錄後48小時，台大醫院協調師依照往例以電話連絡台大醫院檢驗室，請醫檢師查詢台大醫院資訊系統中的捐贈者檢驗報告，同時以電子郵件發送過來。協調師比對電子郵件中的結果與手寫檢驗報告，發現HIV檢驗結果應該是Reactive（有抗體反應），但在手寫報告中誤記為陰性（-）。協調師立即通知台大器捐小組醫師，同時要求檢驗室進行二度檢驗。晚間，檢驗結果確認捐贈者生前曾感染愛滋病，但其家屬並不知此事。台大醫院與成大醫院同時為5名受捐贈病患進行抗HIV藥物治療。
8月27日，台大醫院告知接受器官移植病人的家屬，捐贈者是愛滋感染者。台大同時召開記者會，向台灣大眾說明。醫療團隊施與預防性投藥後，後續追蹤，相關病患至目前並未發現感染愛滋病，但免疫系統與愛滋病毒活動狀態的關係仍無法研判。

## 系統性問題
柯文哲在事後檢討這個制度，認為其中的問題在於制度「便宜、有效，但不安全」。缺少覆核機制是此次事故出錯的重要因素，但當初在建立制度時，因為覆核制度將會增加醫院的人事成本，因此並沒有加入。器官勸募小組，應該與器官移植小組分開，以避免角色上的混淆，但是因為效率及人事成本的考量，這也沒有被引進台灣。
台大緊急檢驗室檢出愛滋病病毒抗體為Reactive（有抗體反應），此一報告結果依照當時法規，必須由醫師判讀。因當時機器當機，檢驗師與協調師溝通上出現問題，未有合格醫師參與判斷。醫檢師在協調師兩次複誦結果時，皆未糾正檢驗結果應為陽性，致使協調師記錄了錯誤結果；協調師雖然寫下正確數字，但在無法確定判斷時，未與負責醫師進行再確認，即逕行將資料輸入器官移植系統是問題發生的主因。
目前國科會刻正委請專業研究人士研究此一系統性問題，待研究成果出爐。

## 行政懲處過程
8月30日，聯合晚報刊登新聞，表示柯文哲自請處分，但柯文哲於9月1日受訪時表示自己從未說過此話，柯並且自嘲︰「所有人都無罪，只有我有罪，我已有去監獄跟阿扁住隔壁牢房的準備。」
11月4日，衛生署完成調查報告，認定柯文哲有管理疏失，應移付臺北市衛生局懲戒，柯文哲表示不滿11月6日，柯文哲受訪時說：「有錯都是別人的錯，衛生署從來都沒有說自己要改進哪一點」，他狠批衛生署忽視程序正義、欠反省。11月16日，柯文哲表示：「沒想到地球上跟這事情有關的責任，都叫我負責」，覺得愛滋移植失誤，是制度錯誤使然。
2012年6月，臺北市衛生局針對本事件召開醫師懲戒委員會，認為柯文哲等九名臺大醫師依暨有法規行事，未能避免醫療疏失，實屬無心之過，決議不予懲戒。

## 懲處及爭議
2011年8月30日，台大醫院及成大醫院分別提出「HIV陽性器官移植事件檢討報告」。
监察院对这一事故的原因进行调查，在对卫生署和台大医院诸多制度缺失进行纠正的同时，认为柯文哲应负主要责任。2012年8月14日，事件發生近一年後，柯文哲遭監察院彈劾，並移送司法院公務員懲戒委員會。彈劾案文說，柯文哲身為台大醫院器官移植之負責人，卻疏於檢討器官捐贈檢體檢驗結果的判讀機制，又未依據醫療作業常規判讀，且未對小組協調師規劃完整的訓練課程，在無督導考核協調師的學習成效下，就授權專業經驗淺的協調師，去執行重要的移植手術前置作業，導致五個家庭無辜受害。
8月中，部分醫界人士發起連署，對監察院表示不滿。8月14日晚上，柯文哲表示沒看到監察院的彈劾全文，「不想看、不想知道、隨便他們啦！這個系統在台大出事之前已存在很久，已跑過五千多次，所以他們想怎樣？」8月17日，柯文哲批監察院以「文化大革命式的公審」在對付人民。
2013年8月18日，公務員懲戒委員會，針對台大醫院愛滋器官移植案，認為柯文哲有督導不周的疏失，決議將柯文哲降兩級改敘，台大醫院將柯降薪處份（從公務體系的740薪級調降至680）。
8月20日，柯文哲妻陳佩琪醫師抱病召開記者會，對此決議不滿，認為公懲會是用出事之後才改的器官勸募流程，來認定柯文哲有疏失，而台大醫院也未對外說明真相。8月21日，陳佩琪表示台大偽造流程，讓柯文哲扛罪。8月22日，柯文哲妻表示不排除控告台大醫院，並說：「沒有真相，沒有原諒」。
10月9日，柯文哲於「愛滋器捐事件之檢討」演講中說「調查過程完全沒有程序正義」、「此案若在50年後回頭看，他還是會覺得很髒」、「其中唯一的光明面，就是有人(他自己)沒有丟下部屬跑掉」。 
在陈水扁执政时期曾任铨叙部部长的朱武献認為，根據1992年大法官308號解釋，教師與公務員身份不同，柯文哲具有教师和公务员双重身份，公懲會沒有管轄權，其決定涉及違法，建议柯文哲申请再审。公惩会认为臺大醫院院內行政職務亦適用公懲法。再比如有人認為臺北市医师惩戒委员会已经决议对柯文哲不惩处，公惩会不應再惩戒。事实上柯文哲在对公惩会的申辩中提出了这个问题，认为有违一事不再理原则。公惩会指出医惩会对医师进行惩戒，公惩会对公务员进行惩戒，二者性质、目的、惩戒方法皆不相同，柯对一事不再理原则有误解。
柯文哲向公懲會申请再议，2015年1月，柯文哲就任臺北市長之後，公懲會认定柯所提證據在原議決中均已詳加斟酌，再议申请无理由而驳回。柯文哲未再提出審議。

## 後續效應
遭移植器官的五人長期服抗病毒藥，追蹤至2014年8月均無感染跡象，使國內討論愛滋感染者捐贈、受贈器官可能性。衛福部於7月底初步結論是感染者應可器捐給其他感染者，實際修法與執行還未定案。如果未來相關法規通過，每年受惠雖不到十人，但屬醫療人道一大進步。
柯文哲認為在這一事件中，自己受到政府只求找出頂罪者的追殺，是他決定踏入政壇、參加2014年臺北市長選舉的主要原因。

## 外部連結
- 衛生署（現衛生福利部）调查报告 （页面存档备份，存于）
- 監察院調查報告 （页面存档备份，存于）
- 监察院纠正卫生署台大医院文
- 监察院弹劾柯文哲文
- 公務員懲戒委員會懲戒柯文哲議決書